# Mistletoe

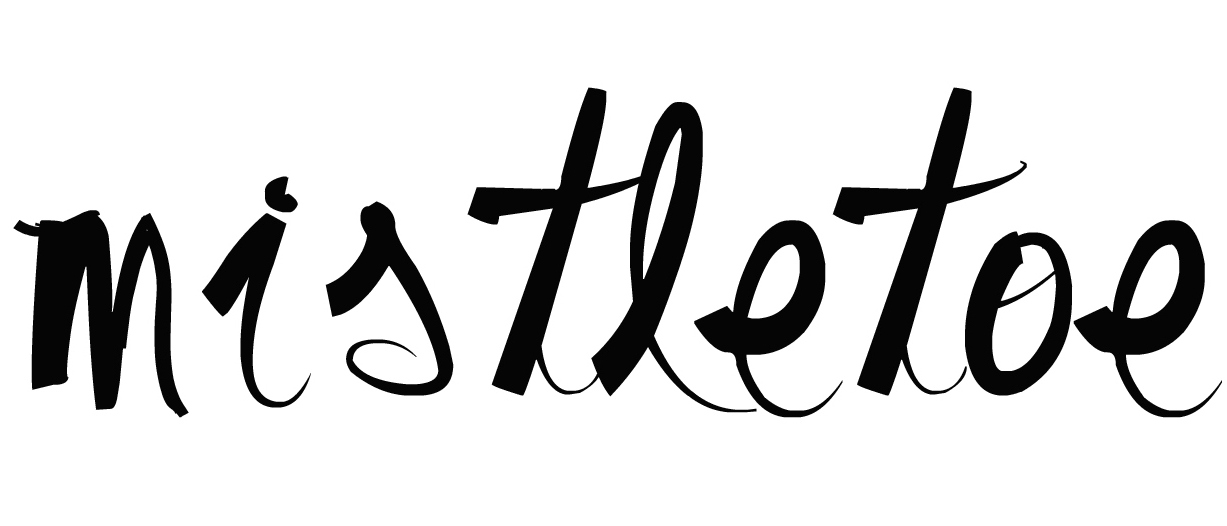
Le single Mistletoe

Mistletoe est le premier single extrait de l'album Under the Mistletoe de Justin Bieber. Le single est sorti le 17 octobre 2011 et a été vendu à plus de 1 500 000 d'exemplaires[réf. nécessaire].